# Guy Laroche
Guy Laroche (16. července 1921 v La Rochelle – 17. února 1989 v Paříži) byl francouzský módní návrhář.

## Životopis
V roce 1957 založil v Paříži vlastní krejčovský dům a vytvořil první kolekci haute couture pro ženy. V roce 1961 se usídlil na Avenue Montaigne a představil první kolekci prêt-à-porter pod značkou Laroche Diffusion.
V 70. letech začal ve spolupráci s firmou L'Oréal prodávat parfémy pod názvem Drakkar Noir pro muže a Fidji pro ženy.
Jako kostýmní výtvarník spolupracoval i na kostýmech pro filmy.
Po jeho úmrtí v podniku působí návrháři Angelo Tarlazzi, Michel Klein, Alber Elbaz a Marcel Marongiu.